# Adolf Aleksandrowicz

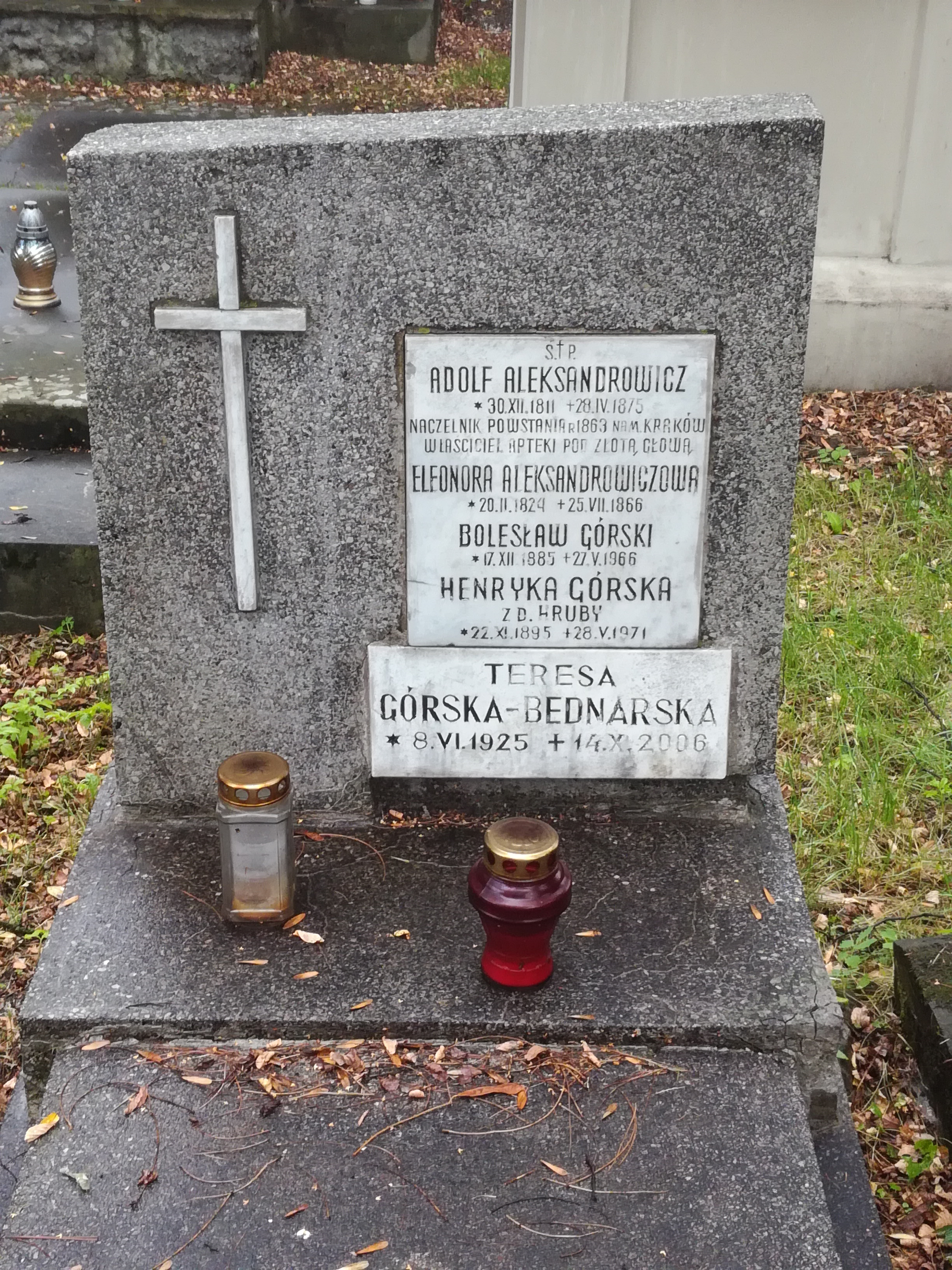
Grób Adolfa Aleksandrowicza na cmentarzu Rakowickim

Adolf Aleksandrowicz (ur. 30 grudnia 1811, zm. 28 kwietnia 1875 w Krakowie) – polski chemik, aptekarz.

## Życiorys
Ukończył Gimnazjum św. Anny w Krakowie i Wydział Chemii na Uniwersytecie Jagiellońskim i w Berlinie. Asystent, później (od 1849 roku) docent tamże. Był kierownikiem apteki „Pod Złotą Głową” w Krakowie. Od 1857 członek czynny Towarzystwa Naukowego oraz członek Komisji Balneologicznej i Fizjograficznej. Przeprowadził analizę chemiczną wód mineralnych w Krynicy, Szczawnicy, Iwoniczu, Rabce-Zdroju, Krościenku nad Dunajcem, Krzeszowicach, zakopiańskiej Jaszczurówce i Żegiestowie. Wyniki tych badań, wraz z opisem zastosowanych metod opublikował w Rocznikach Towarzystwa Naukowego Krakowskiego.
Brał czynny udział w wypadkach krakowskich w 1846 i 1848. W październiku 1848 został wybrany na radnego Krakowa. W 1861 roku uczestniczył w delegacji do Wiednia, aby zapobiec planowanemu przez rząd austriacki wyburzeniu budynków między Wawelem i kościołem dominikanów. Interwencja zakończyła się sukcesem.
 Podczas powstania styczniowego w lipcu 1863 Rząd Narodowy mianował go naczelnikiem miasta Krakowa. Został za to aresztowany przez władze austriackie, przesiedział 10 miesięcy w więzieniu na Wawelu i 12 miesięcy w Ołomuńcu.
W 1866 roku został członkiem Izby Przemysłowo-Handlowej. Ponownie był radnym miasta Krakowa w 1867 i 1872 roku. W tym okresie był członkiem Towarzystwa Naukowego Krakowskiego, chemikiem sądowym, członkiem Urzędu Probierczego a także od 1867 roku radcą Rady Ogólnej Towarzystwa Domu Przytułku Pracy.
Pochowany na cmentarzu Rakowickim w Krakowie (kwatera LC, narożnik płn.-zach.).

## Upamiętnienie
Jest patronem ulicy w Krakowie w Dzielnicy X Swoszowice.